# Hermann von Plessen
Hermann Karl Franz von Plessen (* 8. April 1803 in Königsberg; † 27. Januar 1877 in Klein-Sabow) war ein preußischer Generalleutnant.

## Leben

### Herkunft
Hermann entstammte dem ursprünglich edelfreien mecklenburg-holsteinischen Adelsgeschlecht von Plessen. Er war der Sohn von Georg Karl Werner Friedrich von Plessen (* 25. Juni 1773 in Klein Vielen; † 17. Mai 1828 in Nauen), Landrat in Flatow und Feuersozietätsdirektor des Osthavelländischen Kreises, und dessen Ehefrau Johanna Friederike Charlotte von Pastau (1777–1809), einer Tochter des Generalmajors Christian von Pastau.

### Militärkarriere
Plessen war ab 7. Juli 1817 Kadett in Berlin und wurde anschließend am 9. Juli 1820 als Portepeefähnrich dem Kaiser Franz Garde-Grenadier-Regiment Nr. 2 überwiesen. Ein Jahr später erfolgte dort seine Beförderung zum Sekondeleutnant. Als Premierleutnant war Plessen vom 9. April 1839 bis 12. April 1843 Kompanieführer beim kombinierten Garde-Reservebataillon. Anschließend trat er unter gleichzeitiger Beförderung zum Hauptmann und Ernennung zum Kompaniechef in sein Stammregiment zurück. Als solcher nahm Plessen 1848 während des Feldzugs gegen Dänemark am Gefecht bei Schleswig teil. Am 19. Oktober 1848 wurde er Major und dann am 16. Januar 1849 als zweiter Kommandeur des I. Bataillons des 1. Garde-Landwehrregiments nach Königsberg versetzt. Nach seiner Beförderung zum Oberstleutnant am 13. Juli 1854 folgte am 14. November 1854 seine Ernennung zum Bataillonskommandeur im 1. Infanterieregiment. Im weiteren Verlauf seiner Militärkarriere fungierte Plessen vom 5. Juni 1857 bis 6. Januar 1858 als Kommandeur des 13. Infanterieregiments und anschließend bis 29. August 1860 als Kommandeur des Kaiser Franz Garde-Grenadier-Regiments Nr. 2. In der Zwischenzeit war Plessen am 22. Mai 1858 zum Oberst befördert wurden und hatte am 3. Oktober 1859 den Roten Adlerorden III. Klasse mit Schleife erhalten. Am 30. August 1860 wurde er dann unter Stellung à la suite des Regiments zum Kommandeur der 15. Infanterie-Brigade ernannt. In dieser Stellung folgte am 18. Oktober 1861 seine Beförderung zum Generalmajor. Außerdem erhielt er für seine Verdienste am 12. November 1861 das Komturkreuz I. Klasse des Sachsen-Ernestinischen Hausordens sowie am 18. Januar 1863 den Roten Adlerorden II. Klasse mit Eichenlaub. Am 9. Juni 1864 wurde Plessen mit dem Charakter als Generalleutnant mit Pension zur Disposition gestellt.
Für die Dauer des Deutsch-Französischen Krieges war Plessen ab 21. Juli 1870 stellvertretender Kommandeur der 5. Infanterie-Brigade. Von diesem Posten wurde er am 27. Juni 1871 entbunden und in nochmaliger Würdigung seiner Verdienste am 18. Januar 1872 mit dem Stern zum Kronenorden II. Klasse ausgezeichnet. 
Plessen war Rechtsritter des Johanniterordens und Herr auf Staffelde.

### Familie
Plessen verheiratete sich am 15. Januar 1841 in Königshorst mit Pauline Sophie Adelaide, geborene Meyer (7. Mai 1811 in Königshorst; † 19. Dezember 1870 in Staffelde). Aus der Ehe gingen sechs Kinder hervor, darunter der spätere preußische Generalfeldmarschall Hans von Plessen.